# Pöllänkari (ö, lat 65,81, long 28,43)
Pöllänkari är en ö i Finland. Den ligger i sjön Kostonjärvi och i kommunen Taivalkoski i den ekonomiska regionen  Koillismaa ekonomiska region  och landskapet Norra Österbotten, i den nordöstra delen av landet, 600 km norr om huvudstaden Helsingfors. Öns area är 0,2 hektar och dess största längd är 60 meter i öst-västlig riktning.